# Summer Game Fest
A Summer Game Fest egy élő videójátékos esemény, amelyet Geoff Keighley videójáték-újságíró szervez és vezet. Az eseményre évente több élő közvetítésen keresztül kerül sor az észak-amerikai nyári időszakban, amelyek közül a legjelentősebb a "Main show", amely általában az esemény első napján kerül adásba, és a közelgő nagy videójáték megjelenéseket mutatja be. A "Main show-t" általában egy "Day of the Devs" utóműsor követi, amely az indie, vagyis független címekre összpontosít. A főműsort követő néhány napban több más, a Summer Games Fest hivatalos eseményéhez kapcsolódó és nem kapcsolódó, egyéb, hamarosan megjelenő játékcímeket bemutató közvetítésre is sor kerül. A műsorsorozatot 2020-ban hozták létre, miután a COVID-19 járvány miatt elmaradtak az iparág legjelentősebb rendezvényei, mint például a Gamescom és a mára már megszűnt E3.

## Események listája
| Esemény neve          | Kezdési dátum    | Befejezési dátum    |
| --------------------- | ---------------- | ------------------- |
| Summer Game Fest      | 2020. május 1.   | 2020. augusztus 24. |
| Summer Game Fest 2021 | 2021. június 10. | 2021. július 22.    |
| Summer Game Fest 2022 | 2022. június 9.  | 2022. június 12.    |
| Summer Game Fest 2023 | 2023. június 8.  | 2023. június 11.    |
| Summer Game Fest 2024 | 2024. június 7.  | 2024. június 10.    |
| Summer Game Fest 2025 | 2025. június 6.  | 2025. június 9.     |

## Történet

### 2020

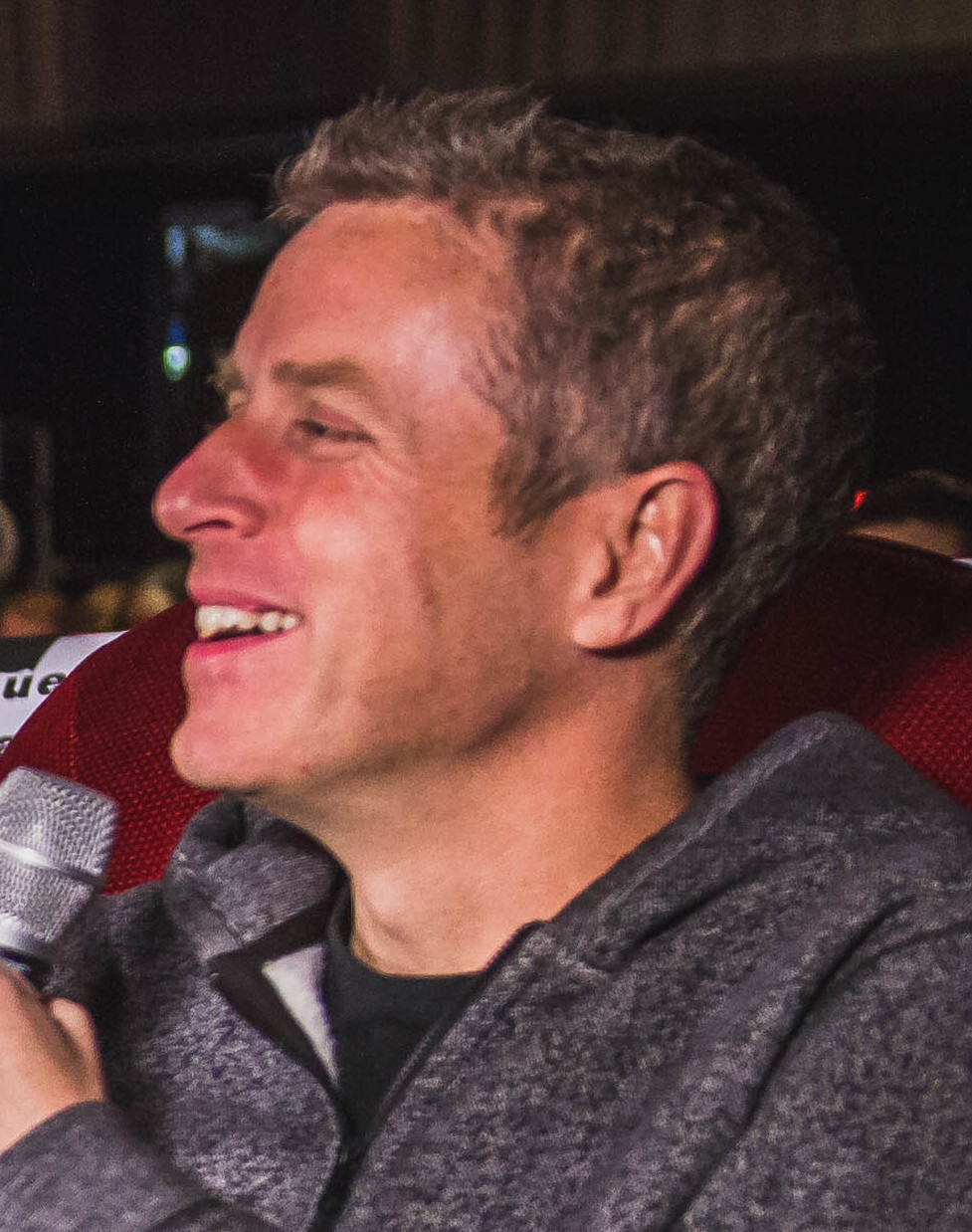
Geoff Keighley, a Summer Game Fest ötletgazdája és házigazdája

Geoff Keighley már 2000 előtt is együttműködött az ESA-val, hogy támogassa a jellemzően minden év júniusában megrendezett E3 kongresszust, beleértve az E3 Coliseum-ot, egy olyan mellékes eseményt, amely a fejlesztőknek és játékaiknak a szokásos sajtókonferenciáknál nagyobb nyilvánosságot biztosít. A tervezett E3 2020 előtt az ESA bejelentette, hogy számos változtatást eszközöl a megközelítésében, és az esemény tartalmát a "rajongók, a média és az influencerek fesztiváljának" nevezte. Ezt a szemléletváltást az iparág egyes szereplői kritizálták, és a Sony Interactive Entertainment bejelentette, hogy nem vesz részt az eseményen, miután kihagyta az E3 2019-et is, az ESA által kínált, az elvárásaiknak nem megfelelő jövőkép miatt. Keighley is visszalépett a műsortól, megjegyezve, hogy a változások miatt "nem érezte, hogy akarna szerepelni" a műsorban.
A Covid-19-világjárvány miatt az ESA lemondta a 2020-as E3 esemény jelenléti részét. Keighley számos fejlesztővel és kiadóval kezdett együttműködni, hogy 2020. május 1. és augusztus 24. között négy hónapig tartó Summer Game Festet szervezzen, segítve a fejlesztőket és kiadókat, hogy az E3 és a Gamescom elmaradása helyett élő közvetítéseket és egyéb eseményeket tartsanak. A Summer Game Fest mellett Keighley a harmadik Steam Game Fesztivált is népszerűsítette, a 2019-es The Game Awards és a korábban törölt 2020-as Game Developers Conference után, amely végül 2020. június 16-22. között zajlott. Több mint 900 játék demóját próbálhatták ki a játékosok Steamen, emellett a fejlesztőkkel készült interjúk sora is elhangzott az egész időszak alatt. Az Xbox One-játékok számára hasonló eseményre 2020. július 21-27. között került sor a Summer Game Fest keretében.
A Summer Game Fest 2020 során bejelentett játékok és egyéb bejelentések között szerepelt többek között:
- Tony Hawk's Pro Skater 1 + 2, a Tony Hawk's Pro Skater remaster változata és folytatása modern rendszerekre.[15]
- Unreal Engine 5, az Epic Games játékmotorjának következő, 2021 közepén megjelenő változata.[16]
- Star Wars: Squadrons, a Motive Studios és az Electronic Arts új játéka, melyben a Star Wars-univerzum űrhajóit, például X-szárnyú vadászgépeket és TIE vadászgépeket használó csapatjátékos harcokat játszhatunk.[17]
- A Crash Bandicoot 4: It's About Time, az eredeti PlayStation konzolon megjelent Crash Bandicoot-trilógia folytatása, amelyet a Toys for Bob és az Activision fejleszt.[18]
- A Cuphead megjelenik PlayStation 4-re.[19]

### 2021
A második Summer Game Fest 2021. június 10. és július 22. között zajlott, egybeesve az E3 2021 eseménnyel. 2021. június 15-21. között az ID@Xbox a Summer Game Fest keretében számos demót kínált az Xbox One és az Xbox Series X és Series S konzolokra készülő játékokból.
A Summer Game Fest 2021. június 10-én a játékok bejelentési adásával nyílt meg, ahol a házigazda Keighley volt. A bemutatott címek között szerepel többek között:
- Among Us
- The Anacrusis
- Back 4 Blood
- Call of Duty: Warzone
- The Dark Pictures Anthology: House of Ashes
- Death Stranding Director's Cut (PS5)
- Elden Ring
- Escape from Tarkov
- Evil Dead: The Game
- Fall Guys
- Jurassic World Evolution 2
- Lost Ark
- Metal Slug Tactics
- Monster Hunter Stories 2: Wings of Ruin (NS)
- Overwatch 2
- Planet of Lana
- Salt and Sacrifice
- Solar Ash
- Tales of Arise
- Tiny Tina's Wonderlands
- Two Point Campus
- Valorant
- Vampire: The Masquerade - Bloodhunt

A Summer Game Fest keretében 2021. június 11-én rendezték meg az első Tribeca Games Spotlightot, amelyen a Tribeca Filmfesztivál első videójáték-díjára jelölt játékokat mutatták be. Ezek a játékok a következők:
- The Big Con
- Harold Halibut
- Kena: Bridge of Spirits
- Lost in Random
- NORCO
- Sable
- SIGNALIS
- 12 Minutes

A Koch Media 2021. június 11-én, a Summer Game Fest keretében bemutatót tartott. Az új kiadójuk, a Prime Matter bemutatása mellett a Koch Media a következő játékokat mutatta be:
- The Chant
- Codename Final Form
- Crossfire: Legion
- Dolman
- Echoes of the End
- Encased
- Gungrave G.O.R.E.
- King's Bounty II
- The Last Oricru
- Painkiller 2
- Payday 3
- Scars Above

A Sony 2021. július 8-án State of Play rendezvényt tartva vett részt az eseményen. Az esemény során tett bejelentések között szerepelnek a következők:
- Arcadegeddon
- Deathloop
- Death Stranding: Director's Cut
- Demon Slayer: Kimetsu no Yaiba – The Hinokami Chronicles
- F.I.S.T.: Forged In Shadow Torch
- Hunter's Arena: Legends
- Jett: The Far Shore
- Lost Judgment
- Moss: Book II
- Sifu
- Tribes of Midgard

### 2022
A harmadik Summer Game Fest 2022 júniusában zajlott, a fő programja június 9-12. között volt. Az egyéni bemutatókkal részt vevő kiadók között volt a Capcom, a Devolver Digital, az Epic Games, a Netflix, a Nintendo, a Sony és az Xbox.
A következő címeket mutatták be:
- Aliens: Dark Descent
- American Arcadia
- Call of Duty: Modern Warfare II
- The Callisto Protocol
- Cuphead: The Delicious Last Course
- Fall Guys
- Flashback 2
- Fort Solis
- Goat Simulator 3
- Gotham Knights
- Highwater
- Honkai: Star Rail
- The Last of Us Part I
- Layers of Fears
- Marvel's Midnight Suns
- Metal: Hellsinger
- Midnight Fight Express
- Neon White
- Nightingale
- One Piece Odyssey
- Outriders: Worldslayer
- The Quarry
- Routine
- Stormgate
- Street Fighter 6
- Teenage Mutant Ninja Turtles: Shredder's Revenge
- Warframe: The Duviri Paradox
- Warhammer 40,000: Darktide
- Witchfire
- Zenless Zone Zero

### 2023
A negyedik Summer Game Fest először volt kombinált digitális és jelenléti esemény, amelyet 2023. június 8. és 11. között rendeztek meg a Los Angeles-i YouTube Theaterben. A műsor jelenléti része 2022-ben csak a sajtó számára volt elérhető.A Nintendo és a Konami nem vett részt. A Nintendo ehelyett június 21-én Nintendo Direct-et tartott, míg a Konami a szeptemberi Tokyo Game Show-n jelentette be játékait.
A következő címeket mutatták be:
- Prince of Persia: The Lost Crown
- Mortal Kombat 1
- Path of Exile 2
- Exoprimal: Street Fighter 6 Collaboration
- Dead by Daylight: Nicholas Cage as playable character
- Witchfire
- Crossfire: Sierra Squad
- Remnant 2
- Sonic Superstars
- Honkai: Star Rail: PlayStation 5 release
- Lies of P
- Sand Land
- Throne and Liberty
- Warhaven
- Party Animals
- Alan Wake 2
- Warhammer 40,000: Space Marine 2
- Yes, Your Grace: Snowfall
- John Carpenter's Toxic Commando
- Baldur's Gate 3
- Spider-Man 2
- Palworld
- Black Desert Online: Land of the Morning Light
- The Lord of the Rings: Return to Moria
- Final Fantasy VII: Ever Crisis
- Banishers: Ghosts of New Eden
- Like a Dragon Gaiden: The Man Who Erased His Name
- Under the Waves
- Call of Duty: Season 4
- Fae Farm
- Marvel Snap: Conquest mode
- King Arthur: Legends Rise
- Wayfinder
- Stellaris Nexus
- Space Trash Scavenger
- Star Trek: Infinite
- Lysfanga: The Time Shift Warrior
- Immortals of Aveum
- Fortnite: Chapter 4 Season 3
- Final Fantasy VII Rebirth

### 2024
Az ötödik Summer Game Festet 2024. június 7. és 10. között rendezték meg a YouTube Theater-ben.
A következő játékokat mutatták be:
- Asgard's Wrath 2
- Batman: Arkham Shadow
- Battle Aces
- Battle Crush
- Black Myth: Wukong
- Cairn
- Civilization VII
- Crisol Theater of Idols
- Cuffbust
- Dark and Darker
- Deer and Boy
- Delta Force: Hawk Ops
- Dragon Ball: Sparking! Zero
- Dune: Awakening
- Enotria: The Last Song
- Fatal Fury: City of the Wolves
- Fear The Spotlight
- Grave Seasons
- Harry Potter: Quidditch Champions
- Honkai: Star Rail
- Hyper Light Breaker
- Killer Bean
- Kingdom Come: Deliverance II
- Kunitsu-Gami: Path of the Goddess
- Lego Horizon Adventures
- Mecha Break
- Metaphor ReFantazio
- Mighty Morphin Power Rangers: Rita's Rewind
- Monster Hunter Wilds
- Neva
- No More Room in Hell 2
- Once Human
- Party Animals
- Phantom Blade Zero
- Project C
- Skate
- Sleep Awake
- Slitterhead
- Sonic X Shadow Generations
- Star Wars Outlaws
- Tears of Metal
- The First Descendant
- The Simulation
- Unknown 9: Awakening
- Wanderstop
- Warhammer 40,000: Space Marine 2

A következő címek új frissítéseket, DLC-ket mutattak be:
- Alan Wake II: Night Springs
- Monster Hunter Stories (remaster)
- Monster Hunter Stories 2: Wings of Ruin (remaster)
- New World: Aeternum
- Palworld
- Street Fighter 6 (Year 2 tartalmak)
- The Finals (Season 3 tartalmak)
- Valorant (konzol megjelenés)

Ezen kívül az Among Us alkotója, az Innersloth bejelentette az Outersloth-ot, ami egy játékalap, mely más indie játékfejlesztőket támogat. Az Innersloth bemutatta az Among Us alapján készülő animációs tévésorozatot is. A Nintendo és a Konami ismét nem vett részt. A Nintendo ehelyett június 18-án Nintendo Direct-et tartott, míg a Konami a szeptemberi Tokyo Game Show-n jelentette be játékait.
A 2024 Summer Games Fest-en szerzett tapasztalatai alapján Diego Nicolás Argüello, a Paste munkatársa úgy vélte, hogy az esemény "átmeneti időszakot" él át, és valami olyan felé mozdul el, ami "jobban hasonlít ahhoz, ami az E3 volt". Megjegyezte, hogy "mostantól a Summer Game Fest konglomerátum egyfajta hibridként működik - egy elhalványuló nyári vakáció a régi elkötelezettség hagyományaival. Talán naivitás volt azt várni, hogy a "hűvös" hangulat megmarad az esemény egyik alappilléreként, hiszen máris nagyobb lett, mint a tervezett hely és futamidő. Egyértelmű, hogy ez a törekvés szándékos. De örülök, hogy még ebben az időszakban elcsíptem".

### 2025
A hatodik Summer Game Fest 2025. június 6-án került megrendezésre, szintén a Youtube Theaterben, a jelenléti "Play Days" eseményre pedig 2025. június 7-9. között került sor.
A következő címeket mutatták be a főműsoron:
- Mortal Shell II
- Fortnite: Death Star Sabotage Event
- Death Stranding 2: On the Beach
- Chronicles: Medieval
- Sonic Racing: CrossWorlds
- Code Vein 2
- End of Abyss
- Mouse: P.I. for Hire
- Game of Thrones: War for Westeros
- Atomic Heart 2
- The Cube
- Marvel Cosmic Invasion
- Onimusha: Way of the Sword
- Felt That: Boxing
- Killer Inn
- ARC Raiders
- Dune: Awakening
- Chrono Odyssey
- Wuthering Waves: 2.4 Update
- Mio: Memories in Orbit
- Out of Words
- Mafia: The Old Country
- LEGO Voyagers
- Nicktoons & the Dice of Destiny
- Lies of P: Overture DLC
- Fractured Blooms
- Blade & Soul Neo
- Blade & Soul Heroes
- Crystal of Atlan: One Punch Man Crossover
- The Seven Deadly Sins: Origin
- Jurassic World Evolution 3
- Mina The Hollower
- Deadpool VR
- Dying Light: The Beast
- Mixtape
- Towa and the Guardians of the Sacred Tree
- Acts of Blood
- Scott Pilgrim EX
- The First Descendant: Breakthrough
- Scum
- MindsEye
- Hitman World of Assassination: Le Chiffre from Casino Royale
- LEGO Party
- Wildgate
- Blighted
- ILL
- Mecha Break
- Infinitesimals
- Street Fighter 6: Year 3 characters
- Last Flag
- Wuchang: Fallen Feathers
- Wu-Tang: Rise of the Deceiver
- Mongil Star Dive
- Into the Unwell
- Splitgate 2
- Stranger than Heaven
- Resident Evil Requiem

## A műsor részei

### Main show
A Summer Games Fest legjelentősebb és leglátogatottabb része a "Main show", amelyet általában az esemény első napján tartanak, és a legfontosabb közelgő megjelenések trailereit mutatja be. A show-n bemutatott tartalmak többsége a nagy kiadók fizetett promóciós tartalma, ugyanakkor néhány "szabad helyet" a kisebb és indie játékok és stúdiók számára is fenntartanak, hogy bemutassák őket a show-n.

### Day of the Devs
A főműsor után közvetlenül a "Day of the Devs" utóműsort vetítik, amely elsősorban a közelgő indie játékok bemutatására szolgál. Az élő adást először a Summer Games Fest 2020-as nyitórendezvényén építették be, miután a 2020-as COVID-19 járvány miatt törölték az eredetileg San Franciscóban megrendezendő ingyenes, személyes fesztivált, és azóta is az esemény része maradt. Az élő adásban bemutatásra kerülő játékok kiválasztása egy jelentkezési folyamatot követően történik, amely néhány hónappal az esemény előtt zárul le. A fejlesztőknek és kiadóknak nem kell semmilyen költséget vagy díjat fizetniük az élő adásban való szereplésért.

### Kiadó-specifikus műsorok
Az E3-hoz hasonlóan a Summer Game Fest alatt is számos kiadó-specifikus bemutatóra kerül sor.

## Trailerek
A kiadók és a fejlesztők fizetnek a fő műsor alatt megjelenő trailerekért. A marketingszakemberek szerint a 2024-es főműsor esetében egy egyperces trailer sugárzása 250 000 dollárba került, és minden további 30 másodpercért 100 000 dollárt kellett fizetni. Bár néhány "szabad helyet" is fenntartanak minden egyes fő műsoron a kisebb és indie játékok és stúdiók számára. Az Esquire becslése szerint a 2023-as Game Awards díjazottjai 9,65 millió dollárt fizettek azért, hogy 2023-ban a főműsorhoz készült trailereket sugározzák. Ez némi kritikát váltott ki, mivel a kisebb és független stúdiók számára, akik nem kapnak ingyenes helyeket, a műsor alatt egy trailer sugárzása többnyire elérhetetlenné válik.

## Látsd még
- Brasil Game Show
- Consumer Electronics Show
- Gamercom
- E3
- Tokyo Game Show
- The Game Awards

## Fordítás
Ez a szócikk részben vagy egészben  a   Summer Game Fest című angol Wikipédia-szócikk ezen változatának fordításán alapul.  Az eredeti cikk szerkesztőit annak laptörténete sorolja fel. Ez a jelzés csupán a megfogalmazás eredetét és a szerzői jogokat jelzi, nem szolgál a cikkben szereplő információk forrásmegjelöléseként.